# Ladnu
Ladnu é uma cidade e um município no distrito de Nagaur, no estado indiano de Rajastão.

## Demografia
Segundo o censo de 2001, Ladnu tinha uma população de 57,047 habitantes. Os indivíduos do sexo masculino constituem 51% da população e os do sexo feminino 49%. Ladnu tem uma taxa de literacia de 60%, superior à média nacional de 59.5%: a literacia no sexo masculino é de 71% e no sexo feminino é de 49%. Em Ladnu, 17% da população está abaixo dos 6 anos de idade.